# Хрватски жељезнички музеј
Хрватски жељезнички музеј јесте специјализовани технички музеј у главном граду Републике Хрватске, Загребу. Смештен је у просторијама загребачког Главног колодвора, главне железничке станице у Загребу.

## Историја
Напори за оснивање Жељезничког музеја у Загребу датирају од 1966. године, када је загребачка жељезничка управа одлучила да у склопу загребачког Техничког музеја оснује Жељезнички одјел, али због ограниченог простора и недостатка особља то није могло бити реализовано.
Музеј је основан 19. марта 1991. године од стране Хрватских жељезница као Жељезнички музеј Хрватске (хрв. Željeznički muzej Hrvatske). Преименован је у садашњи назив одлуком Хрватских жељезница 20. маја 2001. године.